# Albuca somersetianum
Albuca somersetianum är en sparrisväxtart som beskrevs av Ined. Albuca somersetianum ingår i släktet Albuca och familjen sparrisväxter. Inga underarter finns listade i Catalogue of Life.